# Pantanodon madagascariensis
Pantanodon madagascariensis је зракоперка из реда Cyprinodontiformes и фамилије Poeciliidae. 

## Угроженост
Ова врста је наведена као изумрла, што значи да нису познати живи примерци.

## Распрострањење
Пре изумирања, само Мадагаскар.

## Станиште
Ранија станишта врсте су била мочварна подручја, речни екосистеми и слатководна подручја.